# Nazionale maschile di roller derby dell'Inghilterra
La nazionale di roller derby maschile dell'Inghilterra è la selezione maggiore maschile di roller derby, il cui nickname è Team England, che rappresenta l'Inghilterra nelle varie competizioni ufficiali o amichevoli riservate a squadre nazionali. Si è classificata seconda nel campionato mondiale di roller derby maschile 2014.

## Risultati
Legenda: Grassetto: Risultato migliore, Corsivo: Mancate partecipazioni

## Dettaglio stagioni

### Amichevoli
| Stagione | Vin | Par | Per | Tot | PF  | PS | avversaria |
| -------- | --- | --- | --- | --- | --- | -- | ---------- |
| 2014     | 1   | 0   | 0   | 1   | 346 | 76 | Galles     |
|          |     |     |     |     |     |    |            |
| Totale   | 1   | 0   | 0   | 1   | 346 | 76 |            |

### Tornei

#### Mondiali
| Stagione | regular season | regular season | regular season | regular season | regular season | regular season | playoff | playoff | playoff | playoff | playoff | playoff   | playoff     |
|          | Vin            | Par            | Per            | Tot            | PF             | PS             | Vin     | Per     | Tot     | PF      | PS      | risultato | avversaria  |
| -------- | -------------- | -------------- | -------------- | -------------- | -------------- | -------------- | ------- | ------- | ------- | ------- | ------- | --------- | ----------- |
| 2014     | 3              | 0              | 0              | 3              | 863            | 73             | 2       | 1       | 3       | 686     | 512     | Seconda   | Stati Uniti |
| 2016     |                |                |                |                |                |                |         |         |         |         |         |           |             |
|          |                |                |                |                |                |                |         |         |         |         |         |           |             |
| Totale   | 3              | 0              | 0              | 3              | 863            | 73             | 2       | 1       | 3       | 686     | 512     |           |             |

#### Battle of the Beasts
| Stagione | regular season | regular season | regular season | regular season | regular season | regular season | playoff | playoff | playoff | playoff | playoff | playoff   | playoff    |
|          | Vin            | Par            | Per            | Tot            | PF             | PS             | Vin     | Per     | Tot     | PF      | PS      | risultato | avversaria |
| -------- | -------------- | -------------- | -------------- | -------------- | -------------- | -------------- | ------- | ------- | ------- | ------- | ------- | --------- | ---------- |
| 2013     |                |                |                |                |                |                | 2       | 0       | 2       | 609     | 119     |           | Francia    |
|          |                |                |                |                |                |                |         |         |         |         |         |           |            |
| Totale   |                |                |                |                |                |                | 2       | 0       | 2       | 609     | 119     |           |            |

#### 4 Nations
| Stagione | regular season | regular season | regular season | regular season | regular season | regular season | playoff | playoff | playoff | playoff | playoff | playoff   | playoff    |
|          | Vin            | Par            | Per            | Tot            | PF             | PS             | Vin     | Per     | Tot     | PF      | PS      | risultato | avversaria |
| -------- | -------------- | -------------- | -------------- | -------------- | -------------- | -------------- | ------- | ------- | ------- | ------- | ------- | --------- | ---------- |
| 2015     | 3              | 0              | 0              | 3              | 887            | 126            |         |         |         |         |         | Campioni  | Galles     |
|          |                |                |                |                |                |                |         |         |         |         |         |           |            |
| Totale   | 3              | 0              | 0              | 3              | 887            | 126            |         |         |         |         |         |           |            |

### Riepilogo bout disputati
| Anno | Luogo        | Evento                  | Fase del torneo  | Incontro                  | Risultato |
| 2013 | Valkenswaard | Battle of the Beasts II |                  | Inghilterra - Irlanda     | 254 - 35  |
| 2013 | Valkenswaard | Battle of the Beasts II |                  | Inghilterra - Francia     | 355 - 84  |
| 2014 | Birmingham   | International Incident! |                  | Inghilterra - Galles      | 346 - 76  |
| 2014 | Birmingham   | Mondiale                | Fase a gironi    | Argentina - Inghilterra   | 51 - 158  |
| 2014 | Birmingham   | Mondiale                | Fase a gironi    | Inghilterra - Paesi Bassi | 342 - 22  |
| 2014 | Birmingham   | Mondiale                | Fase a gironi    | Inghilterra - Svezia      | 363 - 0   |
| 2014 | Birmingham   | Mondiale                | Quarti di finale | Inghilterra - Australia   | 388 - 138 |
| 2014 | Birmingham   | Mondiale                | Semifinale       | Francia - Inghilterra     | 114 - 227 |
| 2014 | Birmingham   | Mondiale                | Finale           | Stati Uniti - Inghilterra | 260 - 71  |
| 2015 | Birmingham   | 4 Nations               |                  | Inghilterra - Scozia      | 347 - 33  |
| 2015 | Birmingham   | 4 Nations               |                  | Francia - Inghilterra     | 55 - 272  |
| 2015 | Birmingham   | 4 Nations               |                  | Galles - Inghilterra      | 38 - 268  |

## Confronti con le altre Nazionali
Questi sono i saldi dell'Inghilterra nei confronti delle Nazionali incontrate.

### Saldo positivo
| Nazionale   | Giocate | Vinte | Pareggiate | Perse | PF  | PS  | Ultima vittoria | Ultimo pari | Ultima sconfitta |
| ----------- | ------- | ----- | ---------- | ----- | --- | --- | --------------- | ----------- | ---------------- |
| Francia     | 3       | 3     | 0          | 0     | 854 | 253 | 2015            | -           | -                |
| Galles      | 2       | 2     | 0          | 0     | 614 | 114 | 2015            | -           | -                |
| Svezia      | 1       | 1     | 0          | 0     | 363 | 0   | 2014            | -           | -                |
| Paesi Bassi | 1       | 1     | 0          | 0     | 342 | 22  | 2014            | -           | -                |
| Scozia      | 1       | 1     | 0          | 0     | 347 | 33  | 2015            | -           | -                |
| Australia   | 1       | 1     | 0          | 0     | 388 | 138 | 2014            | -           | -                |
| Irlanda     | 1       | 1     | 0          | 0     | 254 | 35  | 2013            | -           | -                |
| Argentina   | 1       | 1     | 0          | 0     | 158 | 51  | 2014            | -           | -                |

### Saldo negativo
| Nazionale   | Giocate | Vinte | Pareggiate | Perse | PF | PS  | Ultima vittoria | Ultimo pari | Ultima sconfitta |
| ----------- | ------- | ----- | ---------- | ----- | -- | --- | --------------- | ----------- | ---------------- |
| Stati Uniti | 1       | 0     | 0          | 1     | 71 | 260 | -               | -           | 2014             |